# Der Bergdoktor – Lebendig begraben
Lebendig begraben ist eine 90-minütige Episode der deutsch-österreichischen Fernsehserie Der Bergdoktor des ZDF und ORF. Es ist die zweite Episode der neunten Staffel. Regie führte Axel Barth, das Drehbuch schrieb Philipp Roth.
Die Erstausstrahlung war am Mittwoch, dem 30. Dezember 2015 auf ORF 2, die deutsche Erstausstrahlung am Sonntag, dem 3. Januar 2016 im ZDF.

## Handlung
Lilli kehrt zu ihrem achtzehnten Geburtstag aus Neuseeland heim. Anne muss bei der Versicherung beweisen, dass ihr Vater Arthur, als er ihre Scheune abgebrannt hat und gestorben ist, nicht betrunken war, was jedoch nicht stimmt. Daher versucht sie, Martin, der am Unfallort behandelnder Arzt war, zu einer Falschaussage bei der Versicherung zu überreden. Lisbeth fällt es nach dem Brand schwer, sich um den Hof zu kümmern, da auch sie gesundheitliche Schäden davongetragen hat.
Henriette Geis erleidet wiederholt einen Schlaganfall, doch sie ist schwanger, worüber sie sehr glücklich ist, da sie vor einigen Jahren die Diagnose bekommen hat, keine Kinder kriegen zu können. Daher freut sie sich sehr auf das Kind. Doch sie befindet sich in einem Teufelskreis: Entweder sie nimmt die Medikamente, die die Krankheit behandeln, aber das Baby sofort töten würden, oder sie nimmt sie nicht, entscheidet sich für das Kind und geht damit das Risiko ein, zu sterben. Sie entscheidet sich für letzteres, lehnt die Medikamente also ab. Sowohl ihr Mann Peter als auch Bergdoktor Martin Gruber raten ihr, die Medikamente zu nehmen, aber sie will ihr Kind unter keinen Umständen verlieren.
Sie liegt am Ende im Koma, wo sie in wenigen Monaten auch ihr Kind gebären wird. Sie hatte sich entschieden, erst danach mit Medikamenten gerettet werden zu wollen.

## Rezeption

### Einschaltquoten
Die deutsche Erstausstrahlung am 3. Januar 2016 im ZDF verfolgten insgesamt 7,04 Millionen Zuschauer, was einem Marktanteil von 18,2 % beim Gesamtpublikum entsprach. Bei den Jüngeren zwischen 14 und 49 Jahren schalteten 1,31 Millionen (8,7 % Marktanteil) ein.